# Richard Wingfield (1er vicomte Powerscourt)
Richard Wingfield (19 août 1697 - 21 octobre 1751) est un homme politique anglo-irlandais et un pair.

## Biographie
Il est le fils de l'homme politique Edward Wingfield et de son épouse, Eleanor Gore, fille de Sir Arthur Gore (1er baronnet) . Il est un descendant de l'oncle de Folliott Wingfield (1er vicomte Powerscourt) (en).
Il siège à la Chambre des communes irlandaise en tant que député de Boyle entre 1727 et 1743. Le 4 février 1743, il est élevé à la pairie d'Irlande sous le nom de vicomte Powerscourt, de Powerscourt, dans le comté de Wicklow, et de baron Wingfield, de Wingfield, dans le comté de Wexford, et il prend son siège à la Chambre des lords irlandaise. En 1746, il est nommé membre du Conseil privé d'Irlande.
Le 13 avril 1727, il épouse Dorothy Beresford Rowley et ils ont quatre enfants. Son fils aîné, Edward Wingfield (2e vicomte Powerscourt), lui succède. Edward est à son tour remplacé par son frère Richard Wingfield (3e vicomte Powerscourt) .
Il a chargé l'architecte allemand Richard Cassels de réaliser d'importants travaux de rénovation de la maison de Powerscourt entre 1731 et 1741 .